# فرانچسکا کومنچینی
فرانچسکا کومنچینی (انگلیسی: Francesca Comencini؛ زادهٔ ۱۹ اوت ۱۹۶۱) یک کارگردان، و فیلم‌نامه‌نویس اهل ایتالیا است. 